# (1168) Brandia
(1168) Brandia – planetoida z grupy pasa głównego asteroid okrążająca Słońce w ciągu 4 lat i 29 dni w średniej odległości 2,55 au. Została odkryta 25 sierpnia 1930 w Observatoire Royal de Belgique w Uccle przez Eugène’a Delporte. Nazwa planetoidy pochodzi od Eugène’a Branda, belgijskiego matematyka. Przed nadaniem nazwy planetoida nosiła oznaczenie tymczasowe (1168) 1930 QA.